# Artak Aleksanyan
Artak Aleksanyan - em armênio, Արտակ Ալեքսանյան (Erevan, 10 de Março de 1991) - é um futebolista armênio, atualmente no clube Spartak Moscow da Primeira Liga Russa. 
Ele iniciou na escola de futebol do Spartak e em junho de 2008 transferiu-se para o time de reservas do Spartak. Aleksanyan é também um integrante do time sub-19 da Armênia.